# Hà Thị Quế
Hà Thị Quế (1921–2012) tên thật là Lương Thị Hồng là một chính trị gia, lão thành cách mạng Việt Nam. Trước cách mạng bà được mệnh danh không chính thức là Bà tướng Việt Minh. Bà từng giữ nhiều chức vụ quan trọng như đại biểu Quốc hội các khóa II, III, IV, V, VI, Ủy viên Ban Chấp hành Trung ương Đảng Cộng sản Việt Nam các khóa III và IV, Chủ tịch Hội Liên hiệp Phụ nữ Việt Nam, Ủy viên Ủy ban Kế hoạch và Ngân sách của Quốc hội.

## Xuất thân
Bà sinh năm 1921 tại xã Quỳnh Lưu, huyện Nho Quan, tỉnh Ninh Bình trong một gia đình giàu truyền thống cách mạng và hiếu học. Theo gia phả, bà Hà Thị Quế là hậu duệ của trạng nguyên và nhà toán học Lương Thế Vinh. Trong họ tộc của bà nhà nào nghèo đến mấy cũng cho con đi học. Vì thế, bà Hà Thị Quế được đi học ở trường hàng tổng. Nổi tiếng là thông minh, nhanh nhẹn từ bé nên bà được ông chú họ đỗ tú tài dạy dỗ về kiến thức cũng như về lòng yêu nước và chí khí cách mạng. Ông và bố của bà đều là những Đảng viên đầu tiên của tỉnh Ninh Bình, rất nghiêm khắc trong việc dạy dỗ con cái và đều là những người đứng đầu trong phong trào chống bất công ở làng, bà sớm trở thành một con người sắc sảo, gan dạ.

## Trước và trong Cách mạng Tháng Tám
Ngay từ năm 14, 15 tuổi, bà đã tham gia vào công tác giao thông, liên lạc trong Hội Cứu tế do bố và chú ruột thành lập. Năm 17 tuổi, bà vừa tham gia phường cấy, vừa làm Bí thư Hội Phụ nữ Phản đế và Đoàn Thanh niên Phản đế để sau rồi là Bí thư Phụ nữ Cứu quốc ở xã. Sau đó, bà được cử đi học lớp quân sự của xứ ủy mở. Năm 1941, bà được kết nạp vào Đảng Cộng sản Việt Nam và được cử làm Bí thư Chi bộ xã.
Khi mới 23 tuổi, bà về phụ trách quân sự hai huyện Yên Thế, Việt Yên (Bắc Giang), nơi có nhiều đồi núi, nhưng là trung tâm liên lạc nối Lạng Sơn, Cao Bằng, Bắc Ninh và có nhiều cơ quan đầu não của Trung ương đóng. Bà có tài chỉ huy vũ trang trừ phỉ, diệt gian, phá đồn binh Nhật, xây dựng lực lượng vũ trang, đánh tan mọi âm mưu, thủ đoạn của thực dân Pháp hòng triệt phá cứ điểm này. Lúc đó, bà nổi tiếng khắp vùng với biệt danh Bà tướng Việt Minh làm kẻ thù khiếp vía (kẻ địch cũng phải kính nể gọi là Tướng Việt Minh đàn bà).

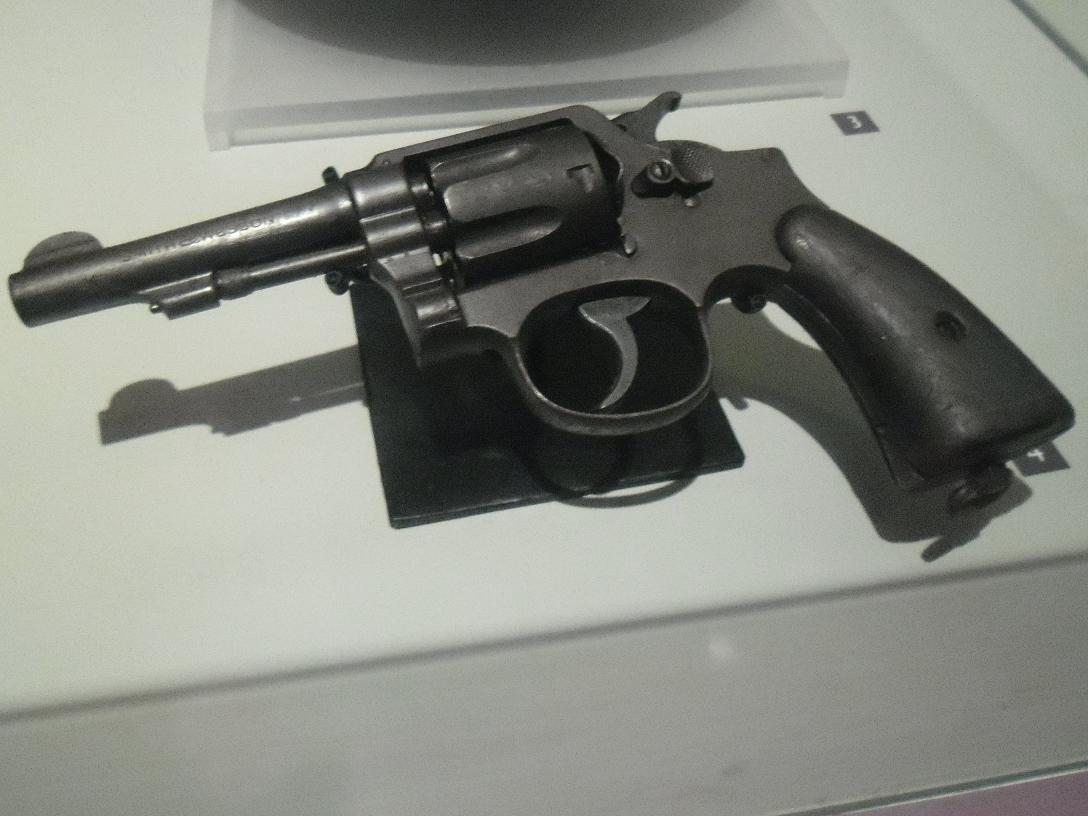
Khẩu súng lục bà Hà Thị Quế dùng khi cướp chính quyền trong Cách mạng Tháng Tám hiện được lưu giữ tại Bảo tàng Phụ nữ Việt Nam

Tham gia Ban cán sự Đảng bộ tỉnh Bắc Giang, bà tổ chức quần chúng tập luyện quân sự, lập đội du kích thoát ly. Trong Cách mạng Tháng Tám bà chỉ huy lực lượng vũ trang giành chính quyền ở phủ Yên Thế.

## Sự nghiệp chính trị
Năm 1950, trong Đại hội Phụ nữ toàn quốc, bà Quế được bầu vào Ban thường vụ Trung ương Hội Phụ nữ Cứu quốc, đồng thời tham gia Ban chấp hành Hội Nông dân Cứu quốc, rồi Ban chấp hành Nông thôn và làm Phó ban Nông nghiệp Trung ương. Đại hội này đánh dấu sự thành công của bà trong vai trò người tổ chức một đại hội lớn gồm hàng trăm cán bộ của Nhà nước và đặc biệt có cả Bác Hồ về dự. Được tín nhiệm, đến Đại hội Phụ nữ Toàn quốc lần thứ II, bà cũng được cử làm Trưởng ban tổ chức Đại hội.
Tại Đại hội Đảng lần thứ III năm 1960 và Đại hội Đảng lần thứ IV năm 1977, bà được bầu vào Ban chấp hành Trung ương Đảng Cộng sản Việt Nam và được bầu là Phó ban Kiểm tra Trung ương Đảng hai khóa III và IV.
Năm 1961, tại Đại hội III của Hội Liên hiệp Phụ nữ Việt Nam, bà được bầu vào Ban chấp hành Trung ương Hội và là Phó chủ tịch Hội. Liên tiếp trong các nhiệm kỳ Quốc hội từ khóa II đến khóa VI, bà luôn được giao giữ những chức vụ quan trọng. Là người rất quan tâm đến đời sống chị em phụ nữ, những người bà cho là mất mát và hy sinh nhiều nhất nên bà luôn mong muốn giúp chị em có cuộc sống khá hơn. Bà mạnh dạn đề bạt các cán bộ nữ, không những nữ nông dân mà cả đội ngũ trí thức. Ngay cả trong các bản tham luận ở Quốc hội hay trong các hội nghị, bà luôn nêu ra yêu cầu cải thiện cuộc sống cho người phụ nữ; Đồng thời, đấu tranh để phát huy vai trò của người phụ nữ nhằm đưa tỷ lệ phụ nữ tham gia các cấp ủy Đảng, chính quyền ngày càng cao. Bà là một trong những người đầu tiên mạnh dạn đề nghị Đảng, Nhà nước thực hiện việc sinh đẻ có kế hoạch.
Năm 1963, Đại hội Phụ nữ họp ở Moskva, bà Hà Thị Quế tham gia với tư cách là Phó chủ tịch Liên đoàn Phụ nữ Quốc tế (từ năm 1962), Trưởng đoàn Phụ nữ miền Bắc Việt Nam. Bản dự thảo nghị quyết chỉ ghi là phản đối chiến tranh mà không ghi rõ là phản đối "chiến tranh xâm lược của đế quốc Mỹ" ở miền Nam Việt Nam nên bà đã bỏ phiếu trắng cho dự thảo nghị quyết. Sau đó, bà được ông Hồ Chí Minh động viên, khen ngợi và mời ăn cơm chung với ông. Có thể nói, sau Nguyễn Thị Minh Khai, bà Hà Thị Quế là người đã có những đóng góp quan trọng trong hoạt động quốc tế. Bà đã tham gia nhiều cuộc họp ở Áo, Ba Lan, Hungary, Bulgaria, Mông Cổ, Liên Xô, với tư cách là Phó chủ tịch Liên đoàn Phụ nữ Dân chủ thế giới và cũng là Ủy viên thường vụ Hội đồng Phụ nữ Quốc tế.
Năm 1974, bà Hà Thị Quế được bầu làm Chủ tịch Hội Liên hiệp Phụ nữ Việt Nam. Bà là người phát động phong trào "Phụ nữ 3 đảm đang", phong trào "Phụ nữ 5 tốt" chăm lo sản xuất phát huy kinh tế gia đình và phục vụ tiền tuyến.

## Đánh giá
Không chỉ hoàn thành xuất sắc trách nhiệm xã hội nặng nề, bà Hà Thị Quế cũng là một phụ nữ của gia đình. Chồng bà là ông Nguyễn Trọng Tỉnh, Bí thư Tỉnh ủy Bắc Giang năm 1945 sau giữ chức Tổng cục trưởng Tổng cục Thủy sản những năm 1960–1974. Bà có sáu người con, công việc bận rộn nhưng bà vẫn chăm lo cho gia đình chu toàn.
Cả cuộc đời sống giản dị, thanh bạch, khi về hưu bà vẫn năng nổ tham gia các phong trào làng, xóm.